# Rafael Castillo
Rafael Castillo è una città dell'Argentina del dipartimento de Partido di La Matanza. Dista 20 km da Buenos Aires. Nel 2001 contava 103.992.

## Lista dei Barrio
- Centro
- Hipólito Yrigoyen (conosciuta localmente come El Arco)
- Central
- Abadía
- Altos de Rafael Castillo
- El vivero
- San Cayetano
- Lucitano
- El Torero
- Los Caserios